# The Stepping Stone
Pour plus de détails, voir Fiche technique et Distribution.
The Stepping Stone est un film muet américain réalisé par Thomas H. Ince et Reginald Barker, sorti en 1916.

## Fiche technique
- Titre : The Stepping Stone
- Réalisation : Thomas H. Ince, Reginald Barker
- Scénario : C. Gardner Sullivan
- Producteur : Thomas H. Ince
- Pays de production :  États-Unis
- Langue : Anglais
- Format : Noir et blanc — 35 mm — 1,37:1 — Muet
- Genre : Film dramatique
- Durée : 50 minutes
- Date de sortie : 
  - États-Unis : 16 avril 1916

## Distribution
- Frank Keenan : Elihu Knowland
- Mary Boland : Mary Beresford
- Robert McKim : Al Beresford
- Margaret Thompson : Flora Alden
- Joseph J. Dowling : W.B. Prescott
- J. Barney Sherry : Horatio Wells